# Mary Harrison
Pour les articles homonymes, voir Mary Harrison et Harrison.
Mary Harrison, (30 avril 1858-5 janvier 1948), est la seconde épouse du 23e président des États-Unis, Benjamin Harrison.
Veuve à 23 ans de Walter Erskine Dimmick (1856-1882) après trois mois de mariage, elle s'installe en 1889 en tant que nièce et assistante de la Première dame Caroline Harrison. Quelque temps après la mort de Mme Harrison en 1892, Benjamin Harrison et Mme Dimmick sont tombés amoureux et ont annoncé leurs fiançailles à la fin de 1895.
À l'âge de 37 ans, elle a épousé l'ancien président, âgé de 62 ans, le 6 avril 1896. Les enfants adultes de Harrison issus de son premier mariage n'ont pas assisté au mariage et ont rompu toute relation avec leur père.
Le nouveau couple Harrison eurent une fille : Elizabeth (Harrison) Walker (1897-1955), avocate, qui épouse James Blaine Walker, petit-neveu du secrétaire d'État de son père, James G. Blaine.

## Source
- (en) Cet article est partiellement ou en totalité issu de l’article de Wikipédia en anglais intitulé « Mary Dimmick Harrison » (voir la liste des auteurs).